# Virden, Illinois
Virden là một thành phố thuộc quận Macoupin, tiểu bang Illinois, Hoa Kỳ. Năm 2010, dân số của thành phố này là 3425 người.

## Dân số
Dân số qua các năm:
- Năm 2000: 3488 người.
- Năm 2010: 3425 người.